# Parasa
Parasa är ett släkte av fjärilar. Parasa ingår i familjen snigelspinnare.

## Bildgalleri

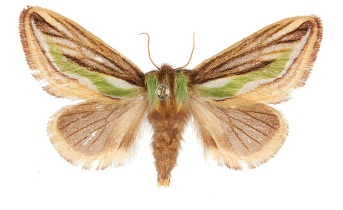
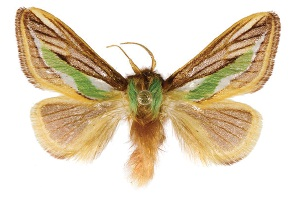
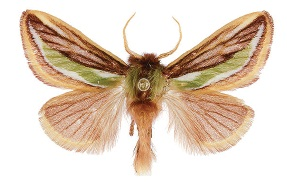
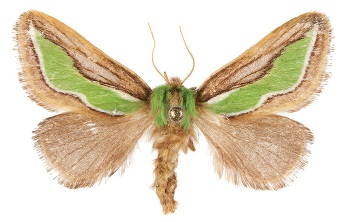
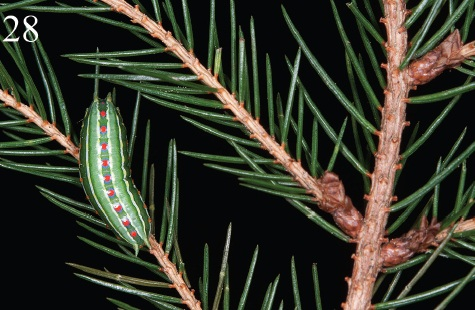
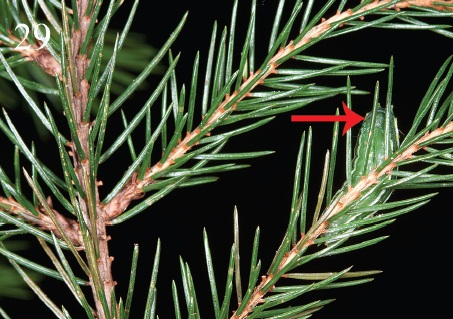

## Dottertaxa tillParasa, i alfabetisk ordning[1]
- Parasa acrata
- Parasa adamauana
- Parasa affinis
- Parasa albida
- Parasa albipuncta
- Parasa amphibrota
- Parasa ananii
- Parasa andrefana
- Parasa angusta
- Parasa angustivittata
- Parasa ankalirano
- Parasa arcuata
- Parasa argalea
- Parasa argentilinea
- Parasa argyroneura
- Parasa atmodes
- Parasa basicausta
- Parasa bicolor
- Parasa bimaculata
- Parasa bombycoides
- Parasa brevipennis
- Parasa calida
- Parasa callidesma
- Parasa cambouei
- Parasa campagnei
- Parasa campylostagma
- Parasa canangae
- Parasa carnapi
- Parasa catori
- Parasa cebrenis
- Parasa chapmani
- Parasa charopa
- Parasa chloris
- Parasa chlorophila
- Parasa chlorostigma
- Parasa chlorozonata
- Parasa concavata
- Parasa congrua
- Parasa connexa
- Parasa consocia
- Parasa constricta
- Parasa convexa
- Parasa cor
- Parasa costalis
- Parasa cucumenica
- Parasa cuernavaca
- Parasa darma
- Parasa dentina
- Parasa dharma
- Parasa divisa
- Parasa dnophera
- Parasa dubiefi
- Parasa dulcis
- Parasa ebenaui
- Parasa elegantula
- Parasa entima
- Parasa equestris
- Parasa erecta
- Parasa eremospila
- Parasa euchlora
- Parasa fauna
- Parasa flora
- Parasa fraterna
- Parasa fulvicorpus
- Parasa fumosa
- Parasa fumosana
- Parasa gemmans
- Parasa gentilis
- Parasa graciosa
- Parasa grandis
- Parasa hampsoni
- Parasa herbifera
- Parasa herbina
- Parasa hexamitobalia
- Parasa hilarata
- Parasa hilarula
- Parasa huachuca
- Parasa humeralis
- Parasa imerina
- Parasa imitata
- Parasa indetermina
- Parasa inexspectata
- Parasa infuscata
- Parasa insignis
- Parasa irrationalis
- Parasa isabella
- Parasa japonibia
- Parasa johannes
- Parasa joseana
- Parasa karschi
- Parasa laeta
- Parasa lampra
- Parasa lanceolata
- Parasa laonome
- Parasa latifascia
- Parasa latistriga
- Parasa lemuriensis
- Parasa lepida
- Parasa lepidula
- Parasa lorquini
- Parasa loxoleuca
- Parasa loyola
- Parasa luxa
- Parasa lysia
- Parasa macrodonta
- Parasa marginata
- Parasa maysi
- Parasa media
- Parasa melli
- Parasa mesochloris
- Parasa metaphaea
- Parasa metathermes
- Parasa microbasis
- Parasa minima
- Parasa minuta
- Parasa mionexia
- Parasa mirza
- Parasa mompha
- Parasa mossica
- Parasa neumanni
- Parasa neustria
- Parasa notonecta
- Parasa ostia
- Parasa pacera
- Parasa pallida
- Parasa pastoralis
- Parasa perixera
- Parasa prasina
- Parasa prava
- Parasa pretiosa
- Parasa princeps
- Parasa prussi
- Parasa pseudorepanda
- Parasa punica
- Parasa pyrrhothrix
- Parasa reginula
- Parasa repanda
- Parasa retracta
- Parasa rubriplaga
- Parasa rudis
- Parasa rutila
- Parasa sagittata
- Parasa satura
- Parasa schausi
- Parasa semiochracea
- Parasa serratilinea
- Parasa shirakii
- Parasa similis
- Parasa singularis
- Parasa sinica
- Parasa smaragdina
- Parasa sphenosema
- Parasa stiphra
- Parasa symphonistis
- Parasa tamara
- Parasa tessellata
- Parasa tonkinensis
- Parasa trapezoidea
- Parasa tripartita
- Parasa urda
- Parasa valida
- Parasa wellesca
- Parasa vernata
- Parasa villosipes
- Parasa vinculum
- Parasa virescens
- Parasa viridimixta
- Parasa viridiplena
- Parasa viridis
- Parasa viridissima
- Parasa viridogrisea
- Parasa vivida
- Parasa zernyi
- Parasa zulona